# Naruto ngoại truyện: Hokage Đệ Thất và mùa hoa đỏ
Naruto ngoại truyện: Hokage Đệ Thất và mùa hoa đỏ (Nhật: NARUTO 外伝 〜七代目火影と緋色の花つ月〜 Hepburn: Naruto Gaiden: Nanadaime Hokage to Akairo no Hanatsuzuki) là một manga spin-off được viết và minh họa bởi Kishimoto Masashi. Nội dung của truyện lấy bối cảnh ngay sau phần kết của Naruto, tập trung vào Uchiha Sarada, một ninja trẻ tuổi tại vùng đất có tên là làng Lá thuộc Hỏa Quốc. Sarada tỏ ra tò mò về danh tính người cha mà cô chưa bao giờ gặp là Uchiha Sasuke và nghi ngờ liệu Uchiha Sakura có phải là mẹ ruột của mình hay không. Sarada quyết định thực hiện một cuộc truy tìm để xác nhận nguồn gốc của mình, trong đó cô phải đối mặt với những kẻ thù muốn tiêu diệt cha cô. 
Kishimoto đã cố gắng khai thác bộ truyện để đào sâu hơn về mối quan hệ giữa Sarada và cha mẹ cô cũng như cuộc hôn nhân xa cách của Sasuke và Sakura. Ông đã gặp khó khăn khi xây dựng nhân vật Sarada vì sự thiếu kinh nghiệm của mình trong việc khắc họa các nhân vật nữ. Bộ manga đã thành công về mặt thương mại ở Nhật Bản và Bắc Mỹ, đứng đầu bảng xếp hạng vào tháng 1 năm 2016. Các nhà báo chuyên về manga và anime đã ca ngợi vai trò của Sarada trong phần ngoại truyện này cùng với mối liên hệ của cô với Sasuke và phần minh họa. Các phân cảnh hành động trong bộ truyện đã nhận được những phản ứng trái chiều từ các nhà phê bình trong khi tuyến nhân vật phản diện nói chung bị đón nhận một cách tiêu cực.

## Cốt truyện
Sarada Uchiha, con gái của Uchiha Sasuke và Uchiha Sakura mong muốn được tìm hiểu thêm về người cha mà cô còn chưa biết mắt của mình. Trong một bức ảnh cũ, cô ấy nhận ra Karin, cộng sự cũ của Sasuke cũng đeo kính giống cô. Sarada bắt đầu đặt câu hỏi liệu rằng Sakura có phải là mẹ ruột của mình hay không. Cùng với sự giúp đỡ của người bạn là Akimichi Chocho, cô bám theo người đứng đầu làng Lá, Hokage Đệ Thất Uzumaki Naruto. Khi ấy, Naruto đang đi gặp Sasuke, người đã đối đầu với một cậu bé có Sharingan (写輪眼 lit. "Tả Luân Nhãn") - một khả năng chỉ thuộc về gia tộc Uchiha - và do đó tìm kiếm sự trợ giúp từ làng. Ngay sau khi rời làng, Sarada và Chocho đã phải đối mặt với kẻ thù kia của Sasuke. Naruto đã cứu hai cô bé và buộc tên kia phải rút lui. Vị Hokage đưa các cô bé đi đến điểm gặp Sasuke. Trong lúc đó, Sarada đánh thức Sharingan của cô vì cảm xúc dâng trào khi nghĩ đến việc được gặp cha. Ngay sau đó, cha của cậu bé kia là Uchiha Shin đã đối mặt với Naruto, Sasuke và khiến cả hai người bất động. Mặc dù vậy, hắn vẫn bị Sakura đánh bại. Sau đó, một sinh vật do Shin điều khiển đã dịch chuyển hắn ta và Sakura đến nơi ẩn náu của hắn.
Để có thể cứu Sakura, cả nhóm tìm kiếm thông tin từ Orochimaru và biết được rằng cậu bé kia là một trong những nhân bản của Shin. Trong lúc đó, Sarada bí mật thuyết phục đồng đội cũ của Sasuke là Hozuki Suigetsu thực hiện xét nghiệm ADN. Suigetsu cho rằng mình có dây rốn của Karin và so sánh DNA của nó với của Sarada. Mẫu vật trùng khớp khiến cho Sarada nhầm tưởng rằng Sakura không phải là mẹ ruột của mình. Sau khi nghe cuộc nói chuyện giữa Sarada và Suigetsu, Naruto đã trấn an Sarada bằng cách nhắc nhở cô rằng mối liên kết huyết thống giữa hai người không thực sự quan trọng, thứ đáng giá nhất chính là tình yêu thương. Sarada và Naruto quay trở lại và cùng Sasuke đi tới vị trí của Shin. Sau đó, Sasuke đánh bại Shin và cứu được vợ của mình. Sarada đánh bại các bản sao của Shin bằng cách sử dụng khả năng kiểm soát chakra tuyệt vời được thừa hưởng từ Sakura và Sakura cũng nói với Sarada rằng cô chính là mẹ ruột. Sasuke sau đó nói rằng sự tồn tại của Sarada là minh chứng cho mối liên kết tình cảm của anh và Sakura. Trước khi rời khỏi làng Lá khi đã về nhà, Sasuke đã chọc vào trán Sarada và khiến cô bé rất vui. Còn ở nơi ẩn náu của Orochimaru, Karin đã tiết lộ rằng dây rốn được sử dụng để xét nghiệm DNA là của Sakura và tiết lộ rằng cô chính là người đỡ đẻ cho Sakura khi Sasuke và Sakura đi ngao du cùng nhau. Vì ngưỡng mộ Naruto, Sarada tỏ rõ quyết tâm trở thành Hokage tiếp theo.

## Sáng tạo và phát hành
Masashi Kishimoto nói rằng trong khi tạo ra bộ manga nay, ông đã cảm thấy áp lực khi phải đáp ứng được những kỳ vọng được tạo ra từ bộ Naruto. Theo Kishimoto, chủ đề chính của truyện chính là "kết nối cảm xúc". Một trong những khó khăn lớn nhất mà ông gặp phải khi thực hiện phần ngoại truyện Naruto là việc xây dựng nhân vật Uchiha Sarada. Kishimoto lo lắng về cách khán giả của thương hiệu này chủ yếu là nam và sẽ có nhiều phản ứng với một nhân vật chính là nữ. Kishimoto đã đọc và nghiên cứu những đặc điểm điển hình của phụ nữ để chọn ra những chi tiết có thể khắc họa tính cách của Sarada. Thay vào đó, anh ấy đã dùng những đặc điểm ấy để khắc họa một nhân vật khác xuất hiện trong phần ngoại truyện là Akimichi Chocho nhằm cân bằng câu chuyện có phần đen tối của Sarada. Chocho được dùng như là một nhân vật đem lại không khí hài hước và thư giãn cho độc giả.
Kishimoto cũng muốn phát triển mối quan hệ giữa Sarada với mẹ cô là Sakura và kết thúc phần ngoại truyện với trọng tâm là gia đình của Sarada. Ban đầu ông định thêm những đoạn hồi tưởng liên quan đến Karin nhưng thay vào đó, ông đã quyết định sử dụng những trang còn lại để nhấn mạnh vào mối quan hệ trong gia đình Uchiha và khắc họa những khoảnh khắc trước khi Sasuke tạm biệt vợ và con gái mình. Tác giả nghĩ rằng đây sẽ là một cái kết thích hợp hơn cho bộ truyện này.
Bộ manga được đăng nhiều kỳ trên tạp chí Weekly Shōnen Jump của Shueisha từ ngày 27 tháng 4 đến ngày 6 tháng 7 vào năm 2015. Mười chương của truyện sau đó đã được đóng thành một tập tankōbon duy nhất và phát hành vào ngày 4 tháng 8 năm 2015.  Viz Media thông báo rằng họ đã được cấp phép xuất bản trực tuyến bộ manga này tại Bắc Mỹ vào ngày 9 tháng 10 năm 2015 và phát hành nó vào ngày 5 tháng 1 năm 2016.
Tại Việt Nam, bộ truyện được phát hành lần đầu tiên bởi TVM Comics. Sau khi TVM Comics ngừng hoạt động, truyện được Nhà xuất bản Kim Đồng tái phát hành vào ngày 18 tháng 4 năm 2022 và được tặng kèm một bìa rời.

## Chuyển thể
Naruto ngoại truyện: Hokage Đệ Thất và mùa hoa đỏ đã được Studio Pierrot chuyển thể hoạt hình thành một arc trong loạt phim truyền hình Boruto: Naruto Next Generations. Các tập phim được phát sóng từ ngày 9 tháng 8 đến ngày 6 tháng 9 năm 2017 (tập 19–23). Các diễn viên lồng tiếng các thành viên trong gia đình Uchiha là Kokoro Kikuchi (Sarada), Noriaki Sugiyama (Sasuke) và Chie Nakamura (Sakura) đã rất thích sự phát triển của các nhân vật vì họ đã hình thành một mối quan hệ gia đình xuyên suốt câu chuyện. Bộ truyện đã được đánh giá cao bởi các nhà phê bình chuyên về anime và manga vì đã khắc họa Uchiha là một gia đình thú vị nhưng không hề thiếu sót. Các nhà phê bình cũng đánh giá cao mối quan hệ của Sarada và Sasuke vì cách họ hình thành nên sợi dây kết nối mỗi người. Ban nhạc rock Nhật Bản Scenarioart chịu trách nhiệm trình bày ca khúc chủ đề kết thúc mỗi tập phim của arc này đã được Pierrot chỉ dẫn để có thể tạo nên một bài hát thể hiện mối quan hệ xa cách nhưng đầy yêu thương giữa Sasuke và Sarada. Do đó, mặc dù lời bài hát thường đề cập đến những lời chia ly từ Sasuke và Sarada, nhưng mục đích của việc này là đem lại sự lạc quan khi họ đã được định mệnh sắp đặt để có thể gặp lại nhau một lần nữa.

## Đón nhận
Trong tuần đầu tiên phát hành, Naruto ngoại truyện: Hokage Đệ Thất và mùa hoa đỏ đã bán được 619,964 bản tại Nhật Bản. Tính đến  tháng 9 năm 2015, doanh số truyện đạt tổng cộng 956.387 bản. Ở Bắc Mỹ, đây là bộ truyện bán chạy nhất trong tháng 1 năm 2016.
Tính cách của Sarada và mối quan hệ của cô với cha mẹ được các nhà phê bình khen ngợi. Amy McNulty của Anime News Network đã đánh giá bộ manga này điểm B+ do sử dụng Sarada làm nhân vật chính. Cô cho rằng Sarada trở nên hấp dẫn bởi những đặc điểm mà cô bé thừa hưởng từ cha mẹ mình và cô cũng đánh giá cao việc truyện đã mang một cái nhìn sâu sắc hơn về gia đình Uchiha. McNulty cũng cho biết tác giả đã cố gắng "tiếp cận một số chủ đề phổ biến khi khắc họa cô gái trẻ này và đã khiến cho cô ấy thực sự trở nên sống động", và với sự hiếm hoi của các nhân vật nữ trong manga shōnen, thật là "sảng khoái khi được nhìn thấy một ngôi sao... trong một bộ manga hành động và chưa bao giờ trở nên phản cảm hay bị nhân cách hóa bởi những định kiến khó chịu". Daniel Quesada của Hobby Consolas đánh giá cao sự xuất hiện của Sarada vì những nghi ngờ về mục đích sống và mối quan hệ của cô với gia đình, điều này dường như làm lu mờ chính nhân vật Naruto. Anh cũng đánh giá cao vai trò của Chocho kể từ khi cô ấy đóng vai trò đem lại không khí hài hước và thư giãn. Trong khi dành nhiều sự ca ngợi cho tính cách của các nhân vật lớn tuổi hơn, Manga News đã có nhiều ý kiến trái chiều về nhân vật của Sarada, bắt nguồn từ sự giận giữ của cô. Giống như những nhà phê bình khác, Christian Chiok của Japanator coi mối quan hệ của Sasuke và Sarada là phần hay nhất của truyện.
Trong khi các nhà phê bình dành nhiều sự khen ngợi cho phần minh họa của manga, những phân cảnh chiến đấu lại nhận được nhiều phản hồi trái chiều và các nhân vật phản diện hầu như bị chỉ trích. Amy McNulty đánh giá về sự hấp dẫn Kishimoto mang lại qua các bức vẽ minh họa. Daniel Quesada thì cho biết Shin Uchiha là cái cớ để nhồi thêm phản diện khi truyện đang tập trung nhiều vào gia đình Uchiha hơn là phần bạo lực. Bên cạnh việc khen ngợi phần minh họa, các nhà phê bình của Internet Bookwatch và School Library Journal còn thích cách Kishimoto xử lý các phân cảnh chiến đấu trong khi tập trung vào chủ đề chính - mối liên kết giữa những người thân qua quá trình phát triển của Sarada. Mặc dù lấy bối cảnh sau các sự kiện của bộ truyện Naruto gốc nhưng Hokage Đệ Thất và mùa xuân đỏ vẫn được cho là phù hợp với những người mới mà chưa đọc các tập trước của bộ truyện. Một cây bút của Manga News nhận thấy rằng nhân vật phản diện đã đủ sức đe dọa vì câu chuyện có thể được kể trong bộ manga này chỉ gồm có một tập mà thôi. Một nhà phê bình khác từ cùng trang web đã nhận định rằng mặc dù bộ truyện này không đạt chất lượng như Naruto nhưng nó vẫn thỏa mãn nhu cầu giải trí cũng như làm nổi lên sự trưởng thành của các nhân vật mới vì các nhân vật chính trước đây giờ đã là cha mẹ. Giống như Quesada, Christian Chiok nhận thấy rằng tuyến nhân vật phản diện và các cuộc chiến là đáng thất vọng và anh mong muốn thế hệ nhân vật mới có thể có vai trò lớn hơn những nhân vật trưởng thành.